# Olars näs naturreservat
Olars näs naturreservat är ett naturreservat i Falu kommun i Dalarnas län.
Området är naturskyddat sedan 2022 och är 11 hektar stort. Reservatet ligger strax norr om Svärdsjö och omfattar en udde i Svärdsjön. Det be består av betade gamla odlingsmarker inramade av stora aspar, äldre tallar och buskage.